# Синявка (Новгород-Сіверський район)
Синя́вка —  село в Україні, у Коропській селищній громаді Новгород-Сіверського району Чернігівської області. Населення становить 136 осіб. Від 2016 орган місцевого самоврядування — Коропська селищна рада.

## Символіка
На гербі на синьому тлі (вказує на назву села) зображений срібний олень, що символізує місцеві заказники і багатство фауни. Козацький золотий хрест символізує звитяги і бойовий дух мешканців села.

## Історія
12 червня 2020 року, відповідно до розпорядження Кабінету Міністрів України № 730-р «Про визначення адміністративних центрів та затвердження територій територіальних громад Чернігівської області», увійшло до складу Коропської селищної громади.
19 липня 2020 року, в результаті адміністративно-територіальної реформи та ліквідації Коропського району, увійшло до складу Новгород-Сіверського району Чернігівської області.

## Пам'ятки
- Синявський Бір — ботанічний заказник місцевого значення.
- Синявка — ботанічний заказник місцевого значення.